# Lophorrhina pentachordia
Lophorrhina pentachordia är en skalbaggsart som beskrevs av Johann Christoph Friedrich Klug 1835. Lophorrhina pentachordia ingår i släktet Lophorrhina och familjen Cetoniidae. Inga underarter finns listade i Catalogue of Life.